# 別亞區

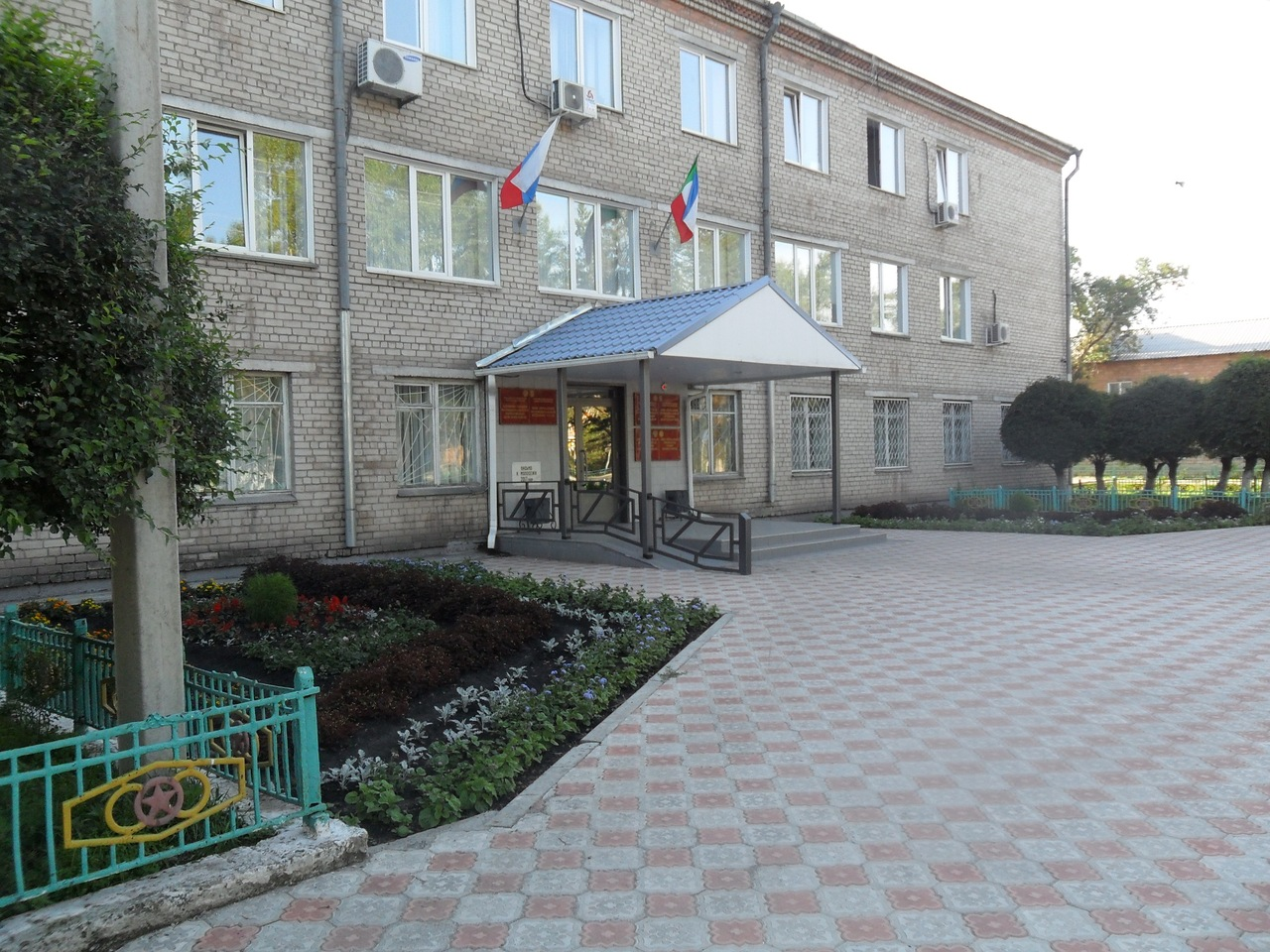

52°59′28″N 90°21′22″E / 52.991°N 90.356°E
別亞區（俄语：Бейский район），是俄羅斯的一個區，位於該國南部，由哈卡斯共和國負責管轄，面積4,536平方公里，2010年該區人口19,305，人口密度每平方公里4.26人。